# 多格敦 (佛羅里達州)
多格敦（英語：Dogtown）是位於美國佛羅里達州加茲登縣的一個非建制地區。該地的面積和人口皆未知。

## 地理
多格敦的座標為30°40′44″N 84°30′12″W / 30.67889°N 84.50333°W，而該地的平均海拔高度為89米（即292英尺）。